# 伊犁黄耆
伊犁黄耆（学名：Astragalus iliensis）为豆科黄芪属的植物。分布在中亚、哈萨克斯坦以及中国大陆的新疆等地，生长于海拔540米的地区，多生长在沙地，目前尚未由人工引种栽培。

## 异名
- Astragalus iliensis Bunge var. macrostephanus S. B. Ho